# Panchbibi
Panchbibi è un sottodistretto (upazila) del Bangladesh situato nel distretto di Joypurhat, divisione di Rajshahi. Si estende su una superficie di 278,53 km² e conta una popolazione di  235.568 abitanti (censimento 2011).